# Sevendust
Sevendust este o formație americană de metal alternativ și nu metal din Atlanta, Georgia, formată în 1994 de basistul Vince Hornsby, toboșarul Morgan Rose și chitaristul John Connolly.
Lajon Witherspoon a intrat în lista Hit Parader's a "100 Celor mai Buni Metal-Vocaliști" pe locul cu numărul #36.

## Discografie
- Sevendust (album) (1997)
- Home (1999)
- Animosity (album) (2001)
- Seasons (album) (2003)
- Next (album) (2005)
- Alpha (album) (2007)
- Chapter VII: Hope and Sorrow (2008)
- Cold Day Memory (2010)
- Black Out the Sun (2013)
- Time Travelers & Bonfires (2014)
- Kill the Flaw (2015)
- All I See Is War (2018)

## Membrii
- Lajon Witherspoon
- Clint Lowery
- John Connolly
- Vinnie Hornsby
- Morgan Rose